# Campeonato Asiático de Atletismo de 2017 - 100 m masculino
A prova dos 100 metros masculino do Campeonato Asiático de Atletismo de 2017 foi disputada entre os dias 6 e 7 de julho de 2017 no Kalinga Stadium em Bhubaneswar, na Índia. 

## Recordes
Antes desta competição, os recordes mundiais e do campeonato nesta prova eram os seguintes:
|                       | Nome              | Nacionalidade | Tempo | Local       | Data                 |
| --------------------- | ----------------- | ------------- | ----- | ----------- | -------------------- |
| Recorde mundial       | Usain Bolt        | Jamaica       | 9s 58 | Berlim      | 16 de agosto de 2009 |
| Recorde do campeonato | Femi Seun Ogunode | Catar         | 9s 91 | Wuhan       | 4 de junho de 2015   |
| Recorde asiático      | Femi Seun Ogunode | Catar         | 9s 91 | Wuhan       | 4 de junho de 2015   |
| Recorde asiático      | Femi Seun Ogunode | Catar         | 9s 91 | Gainesville | 22 de abril de 2016  |

## Medalhistas
| Ouro                 | Prata                   | Bronze              |
| Hassan Taftian (IRI) | Femi Seun Ogunode (QAT) | Yang Chun-han (TPE) |

## Resultados

### Bateria
Qualificação: 3 atletas de cada bateria  (Q) mais os  6 melhores qualificados (q). 
| Posição | Bateria | Atleta                   | Nacionalidade          | Tempo | Notas |
| ------- | ------- | ------------------------ | ---------------------- | ----- | ----- |
| 1       | 3       | Khairul Hafiz Jantan     | Malásia                | 10.28 | Q     |
| 2       | 5       | Femi Seun Ogunode        | Catar                  | 10.29 | Q     |
| 3       | 3       | Xu Haiyang               | China                  | 10.34 | Q     |
| 4       | 2       | Tosin Ogunode            | Catar                  | 10.37 | Q     |
| 5       | 1       | Yang Chun-han            | Taipé Chinesa          | 10.40 | Q     |
| 6       | 4       | Tang Xingqiang           | China                  | 10.43 | Q     |
| 6       | 6       | Hassan Saaid             | Maldivas               | 10.43 | Q     |
| 8       | 5       | Vinoj Suranjaya De Silva | Sri Lanka              | 10.44 | Q     |
| 9       | 1       | Himasha Eashan           | Sri Lanka              | 10.47 | Q     |
| 10      | 1       | Amiya Kumar Mallick      | Índia                  | 10.48 | Q     |
| 11      | 2       | Vladislav Grigoryev      | Cazaquistão            | 10.51 | Q     |
| 12      | 6       | Takumi Kuki              | Japão                  | 10.53 | Q     |
| 12      | 6       | Jonathan Anak            | Malásia                | 10.53 | Q     |
| 14      | 3       | Bandit Chuangchai        | Tailândia              | 10.60 | Q     |
| 15      | 4       | Hassan Taftian           | Irão                   | 10.64 | Q     |
| 15      | 5       | Ng Ka Fung               | Hong Kong              | 10.64 | Q     |
| 17      | 1       | Calvin Kang Li Loong     | Singapura              | 10.68 | q     |
| 18      | 4       | Tsui Chi Ho              | Hong Kong              | 10.70 | Q     |
| 19      | 2       | Lee Yo-han               | Coreia do Sul          | 10.71 | Q     |
| 20      | 3       | Ahmed Esam               | Iraque                 | 10.72 | q     |
| 21      | 2       | Kritsada Namsuwun        | Tailândia              | 10.73 | q     |
| 22      | 2       | Noureddine Hadid         | Líbano                 | 10.76 | q     |
| 23      | 5       | Lee Ji-woo               | Coreia do Sul          | 10.78 | q     |
| 24      | 4       | Anfernee Lopena          | Filipinas              | 10.86 | q     |
| 25      | 3       | Masbah Ahmmed            | Bangladesh             | 10.88 |       |
| 26      | 3       | Davron Atabaev           | Tajiquistão            | 10.90 |       |
| 27      | 1       | Christopher Boulos       | Líbano                 | 10.95 |       |
| 28      | 2       | Samir Khalaf             | Omã                    | 11.03 |       |
| 29      | 5       | Kazi Imran               | Bangladesh             | 11.09 |       |
| 30      | 2       | Chong Kuan Hou           | Macau                  | 11.16 |       |
| 31      | 1       | Azneem Ahmed             | Maldivas               | 11.20 |       |
| 32      | 3       | Ao Ieong Ka Hou          | Macau                  | 11.21 |       |
| 32      | 5       | Ali Moosa Shaiba         | Emirados Árabes Unidos | 11.21 |       |
| 34      | 6       | Zahiri Abdul Wahab       | Afeganistão            | 11.63 |       |
| 98      | 4       | Shinebayar Damdinchimeg  | Mongólia               | DSQ   |       |
| 98      | 4       | Timothee Yap Jin Wei     | Singapura              | DSQ   |       |
| 98      | 6       | Vyacheslav Zems          | Cazaquistão            | DSQ   |       |
| 99      | 4       | Andrew Fisher            | Bahrein                | DNS   |       |
| 99      | 5       | Mohamed Fakhri Ismail    | Brunei                 | DNS   |       |
| 99      | 6       | Mohamed Bohari           | Brunei                 | DNS   |       |
| 99      | 6       | Kemarley Brown           | Bahrein                | DNS   |       |

### Semifinal
Qualificação: 2 atletas de cada bateria  (Q) mais os  2 melhores qualificados (q).
| Posição | Bateria | Atleta                   | Nacionalidade | Tempo | Notas |
| ------- | ------- | ------------------------ | ------------- | ----- | ----- |
| 1       | 3       | Khairul Hafiz Jantan     | Malásia       | 10.24 | Q     |
| 2       | 2       | Femi Seun Ogunode        | Catar         | 10.27 | Q     |
| 3       | 1       | Tosin Ogunode            | Catar         | 10.32 | Q     |
| 4       | 1       | Yang Chun-han            | Taipé Chinesa | 10.33 | Q     |
| 5       | 3       | Hassan Taftian           | Irão          | 10.35 | Q     |
| 6       | 2       | Xu Haiyang               | China         | 10.40 | Q     |
| 7       | 2       | Hassan Saaid             | Maldivas      | 10.40 | q     |
| 8       | 3       | Tang Xingqiang           | China         | 10.43 | q     |
| 9       | 3       | Vinoj Suranjaya De Silva | Sri Lanka     | 10.44 |       |
| 10      | 1       | Ng Ka Fung               | Hong Kong     | 10.50 |       |
| 11      | 1       | Himasha Eashan           | Sri Lanka     | 10.53 |       |
| 12      | 2       | Takumi Kuki              | Japão         | 10.54 |       |
| 13      | 1       | Vladislav Grigoryev      | Cazaquistão   | 10.56 |       |
| 14      | 2       | Jonathan Anak            | Malásia       | 10.61 |       |
| 14      | 3       | Calvin Kang Li Loong     | Singapura     | 10.61 |       |
| 16      | 1       | Noureddine Hadid         | Líbano        | 10.71 |       |
| 17      | 3       | Lee Yo-han               | Coreia do Sul | 10.78 |       |
| 18      | 2       | Ahmed Esam               | Iraque        | 10.83 |       |
| 19      | 1       | Lee Ji-woo               | Coreia do Sul | 10.87 |       |
| 20      | 2       | Tsui Chi Ho              | Hong Kong     | 10.91 |       |
| 21      | 3       | Anfernee Lopena          | Filipinas     | 10.95 |       |
| 22      | 1       | Bandit Chuangchai        | Tailândia     | 11.35 |       |
| 23      | 2       | Kritsada Namsuwun        | Tailândia     | 11.78 |       |
| 24      | 3       | Amiya Kumar Mallick      | Índia         | DSQ   | [ 3 ] |

### Final
| Posição           | Raia | Atleta               | Nacionalidade | Resultados | Notas |
| ----------------- | ---- | -------------------- | ------------- | ---------- | ----- |
| Medalha de ouro   | 7    | Hassan Taftian       | Irão          | 10.25      |       |
| Medalha de prata  | 4    | Femi Seun Ogunode    | Catar         | 10.26      |       |
| Medalha de bronze | 6    | Yang Chun-han        | Taipé Chinesa | 10.31      |       |
| 4                 | 2    | Hassan Saaid         | Maldivas      | 10.37      |       |
| 5                 | 5    | Tosin Ogunode        | Catar         | 10.40      |       |
| 6                 | 8    | Xu Haiyang           | China         | 10.45      |       |
| 7                 | 3    | Khairul Hafiz Jantan | Malásia       | DSQ        | [ 3 ] |
| 7                 | 1    | Tang Xingqiang       | China         | DSQ        | [ 3 ] |

Legenda
| Recorde mundial       | Recorde mundial (World record)               |                       | Recorde africano                      | Recorde africano (African) |                                           | Q | Classificado por posição (Qualified) |
| Recorde do campeonato | Recorde do campeonato (Championship record)  | Recorde da América    | Recorde da América (Americas)         | q                          | Classificado por melhor tempo (Qualified) |   |                                      |
| Melhor marca do ano   | Melhor marca do ano (World leading)          | Recorde asiático      | Recorde asiático (Asian)              | DNS                        | Não largou (Did not start)                |   |                                      |
| Recorde nacional      | Recorde nacional (National record)           | Recorde europeu       | Recorde europeu (European)            | DNF                        | Não terminou (Did not finish)             |   |                                      |
| Recorde pessoal       | Recorde pessoal do atleta (Personal best)    | Recorde da Oceania    | Recorde da Oceania (Oceania)          | DSQ / DQ                   | Desclassificado (Disqualified)            |   |                                      |
| Recorde da temporada  | Recorde da temporada do atleta (Season best) | Recorde sul-americano | Recorde sul-americano (South America) | NM                         | Sem marca (No mark)                       |   |                                      |